# 요코이 쇼난

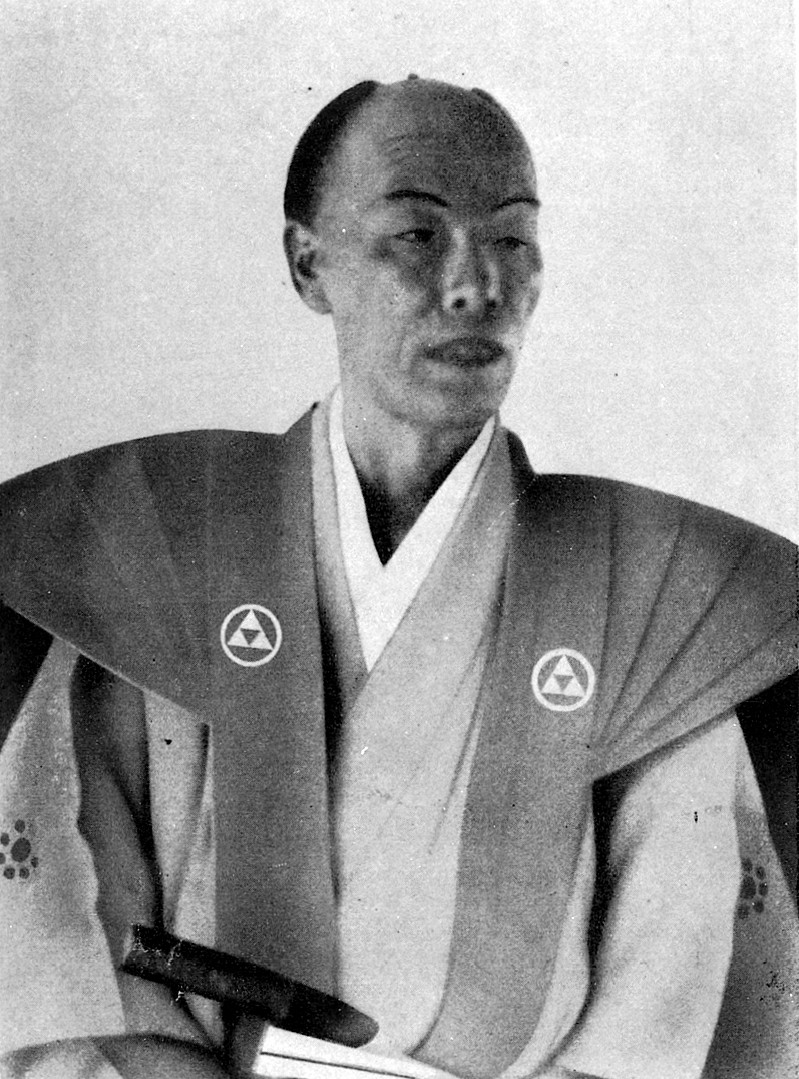
요코이 쇼난

요코이 쇼난(横井小楠, 1809년 ~ 1869년)은 에도 막부 후기부터 막말까지의 정치가, 사상가, 교육가이다. 구마모토번사. 요코이 토키히로/토키아리(横井時存)라 불리기도 했다.
구마모토 번에서 번정 개혁을 시도했으나 실패했고, 1858년부터 7년동안 4차례에 걸쳐 에치젠 후쿠이번주 마쓰다이라 슌가쿠에게 초빙되어 《국체삼론》을 저술하여 개국통상, 부국강병, 무사도를 주장했다. 요시나가를 통해 막정에도 참여하여 막부 개혁, 공무합체운동을 추진했다. 메이지 유신 후 신정부에 출사했으나 암살당했다.
호인 쇼난은 구스노키 마사쓰라(楠木正行)를 따라 사용하던 호로 다른 호에는 이사이(畏斎), 쇼잔(沼山) 등이 있다. 자는 子操.

## 초기
1809년 8월 13일 히고국 구마모토성하 쓰보이정에서 150석의 번사 요코이 토키나오(横井時直)의 차남으로 태어났다. 1816년 8세때 번교인 시습관(時習館)에 입학했다. 1833년 기숙사에 들어갔고(居寮生) 1836년엔 시습관의 조교가 되었으며(講堂世話役) 1837년엔 기숙사의 학생대표(居寮長)가 되었다. 下津久馬와 기숙사 제도 개선을 건의하여 채택되었으나 시행과정에서 좌절을 겪었다. 이때 가로인 타나가오카 코레타카(長岡是容)가 신경써주었다. 1839년 하야시 테우(林檉宇)의 문하생이 되었고 사토 잇세이(佐藤一誠), 마츠자키 코도(松崎慊堂)를 만났다. 또 에도에 머물던 막부 소속의 카와지 토시아키라(川路聖謨)나 미토번사인 후지타 토코(藤田東湖) 등 여러 능력있는 문사와 친분을 맺었다.
후지타 토코가 사람을 모아 12월 25일에 망년회를 열었는데 그 자리에서 과음한후 쇼난은 다른 번 사람들과 싸웠다. 다음해 2월 9일 번의 에도파견담당으로부터 귀향명령을 받았다. 히고로 돌아간 쇼난은 70일간 외출금지형(逼塞)을 받았다. 쇼난은 그 시기 주자학 공부에 몰두했다. 1841년경부터 타나가오카 코레타카、下津久馬、모토다 나가자네(元田永孚), 萩昌国 등과 연구회를 열었다. 이것이 실학당(実学党)으로 발전하여 가로인 松井章之가 주관한 학교당(学校党)과 이후 대립관계가 되었다. 충돌을 피하기 위해 타나가오카 코레타카는 가로를 그만두었고 실학당 역시도 활동을 중단했다. 이즈음 쇼난은 시무책『時務策』 초안을 작성했다.

## 학교를 열고 후쿠이번에서 일하다
1843년 자택의 한 방에서 사숙을 열었다. 나중에 쇼난도(小楠堂)라는 이름을 붙인 이 사숙의 첫 제자는 토쿠토미 카즈타카(徳富一敬)로 그는 토쿠토미 소호와 토쿠토미 로카의 아버지이다. 두번째 제자는 矢嶋源助로 이후 그는 카에츠 우지후사(嘉悦氏房), 나가노 슌페이(長野濬平), 河瀬典次、야스바 야스카즈(安場保和), 타케자키 츠지로(竹崎律次郎) 등 여러 문하생을 배출했다.
1849년 후쿠이번사 미데라 산사쿠(三寺三作)가 쇼난도에서 배운 뒤 후쿠이번으로 돌아가 쇼난의 이름을 알려 이후 후쿠이번에서 일하게 되는 계기가 되었다. 1852년 후쿠이번의 요청으로 학교문답서『学校問答書』를 작성했고 1853년엔 문무일여설『文武一途の説』을 썼다. 10월에는 러시아 군함을 타려고 나가사키로 가던 요시다 쇼인이 쇼난도에 들러 쇼난과 3일간 대화를 나눴다.
1854년 7월 형인 토키아키라(時明)가 48세로 병사했다. 장조카인 사헤이타(左平太)가 열살이어서 쇼난이 형의 양자가 되어 집안을 이어받았다. 이 즈음 의견대립으로 타나가오카 코레타카과 절교했다.
1855년 5월 농촌인 누야마즈(沼山津, 구마모토시)로 이사가 집을 시지켄「四時軒」이라 이름붙이고 자신의 호를 지명에서 따 쇼잔(沼山)으로 쓰기 시작했다. 사카모토 료마, 이노우에 코와시(井上毅), 유리 키미마사(由利公正), 모토다 나가자네 등 이후 메이지 유신의 주역이 되거나 신정부에서 활약하는 인물 다수가 들러 세상사를 논했다.
1857년 후쿠이번주 마쓰다이라 슌가쿠의 명을 받아 무라타 우지히사(村田氏寿)가 쇼난을 방문해 후쿠이번에 초빙되었다. 쇼난이 응하여 마쓰다이라 슌가쿠는 쿠마모토번주 호소카와 나리모리에게 편지를 보내 허락을 구했다. 호소카와는 실학당이 번교의 학풍을 비판하는 등 악감정이 있어 일단 거절하지만 여러번 요청이 와서 결국 승인했다. 쇼난은 1958년 3월 후쿠이번으로 가서 선생이 되어(賓師) 번교인 명도관(明道館)에서 강의를 시작했다. 12월 동생이 죽어 쿠마모토로 돌아왔다. 다음해 다시 후쿠이번으로 갔으나 12월에 어머니의 위독소식으로 다시 쿠마모토로 왔다.
1860년 2월 후쿠이번이 세번째 초빙하여 다시 갔다. 번 내에 보수, 진보간의 의견대립이 첨예하여 쇼난은 국시삼론『国是三論』을 써서 여론 일치를 호소했다. 1861년 4월 에도에서 마쓰다이라 슌가쿠와 처음 대면하고 머물면서 가쓰 가이슈, 오쿠보 이치오와 교류를 가졌다. 10월엔 후쿠이 청년 일곱명과 함께 쿠마모토로 와서 공부했다. 11월 26일 사냥하러 나갔는데 번주 전용 매사냥터의 습지(沼沢地)에서 사용한 탄환을 방치한 일로 근신처분을 받았다.
1862년 다시 후쿠이번의 부름으로 출사했고 7월에는 에도의 마쓰다이라가의 저택에 방문하여 에도 막부의 정사총재직(政事総裁職)으로 근무하던 마쓰다이라 슌가쿠의 조언자로 막정에 개입하기 시작했다. 막부 건백서 형식으로 국시칠조『国是七条』의 초안을 썼다. 오메츠케인 오카베 나가츠네(岡部長常)에게 초청되어 국시칠조의 내용을 설명했다. 히토쓰바시 도쿠가와가에서 도쿠가와 요시노부와 대면하여 막부 정책에 대해 의견을 얘기했다. 이 무렵 후쿠이번저에서 사카모토 료마, 나가오카 켄자부로(岡本健三郎)와 만났다.

## 암살 위협과 암살
12월 19일 쿠마모토 번사 吉田平之助의 집에서 都築四郎・谷内蔵允 등과 식사한 후 자객 3인의 습격을 받았다. 쇼난이 몸을 피해 칼을 가지고 돌아오니 吉田・都築는 부상을 입었고 요시다는 이후 죽었다. 이 사건 이후 쇼난은 8월까지 후쿠이번에 머물렀다. 쿠마모토번에서는 적앞에서 친구를 남겨놓고 혼자 몸을 피한 쇼난의 행동이 무사도에서 벗어났다는 비난이 있었고 후쿠이번에서는 번을 위해 최선을 다했던 쇼난을 단순하게 비난할 수 없으며 또 칼을 들고 돌아왔으므로 무사도에서 벗어났다고 보긴 어렵다며 옹호했다. 12월 16일 할복은 면하였으나 봉록을 박탈당하고 낭인이 되었다.
1864년 2월 사카모토 료마는 카츠 카이슈의 조언에 따라 쿠마모토에서 쇼난을 만났다. 쇼난은 국시칠조에 대해 설명해주었다. 이후 료마가 제출한 선중팔책의 참고가 되었다는 설이 유력하다. 이 자리에는 토쿠토미 카즈타카도 함께였다. 쇼난은 조카인 사헤이타와 타이헤이(太平)를 고베 해군 훈련소에 입소할 수 있을지 료마를 통해 카츠에게 의뢰했다. 1865년 5월 료마는 다시 쇼난을 찾아와 만났는데 조슈 정벌에 대해 쇼난은 조슈번에 잘못이 있어 정벌이 정당했다 얘기했고 료마는 그에 동의하지 않아 말다툼이 있었다. 이것이 두 사람의 마지막 만남이었다.
1866년 두 조카가 미국으로 유학가게되어 송별사(『送別の語』)를 전했다. 1867년 12월 18일 나가오카 모리요시(長岡護美)와 쇼난에게 조정이 출사를 명했다. 번에서는 쇼난이 가록 박탈상태였고 여러 문제가 있다는 의견이 있어 병이 있어 보낼 수 없다고 회답했다. 쇼난 제자의 등용도 함께 거절했다. 1868년 참여직에 임명된 나가오카 모리요시가 이 사퇴서를 부총재직에 있던 이와쿠라 도모미에게 제출했지만 이와쿠라는 쇼난을 높게 평가했기 때문에 다시 쇼난의 상경명령을 내렸다. 번으로서도 더 이상 거절할 수가 없어 그의 지위를 회복시켰고 3월 22일 상경명령을 내렸다. 4월 11일 오사카에 도착해 21일 참여직에 임명되었다. 하지만 격무로 5월 하순 고열에 시달렸으나 9월에 다시 건강을 회복했다.

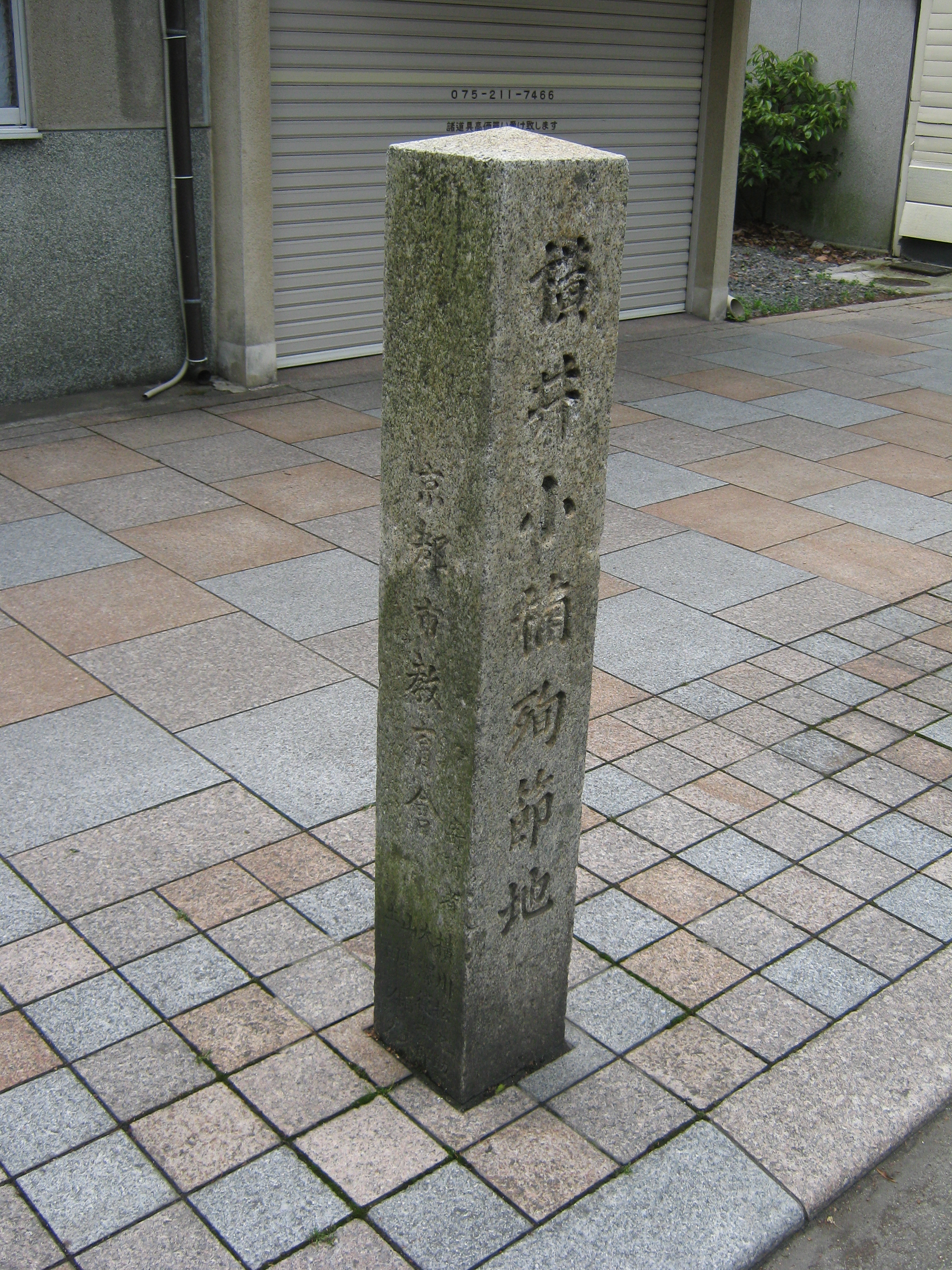
쇼난의 사망지. 교토 寺町丸太町

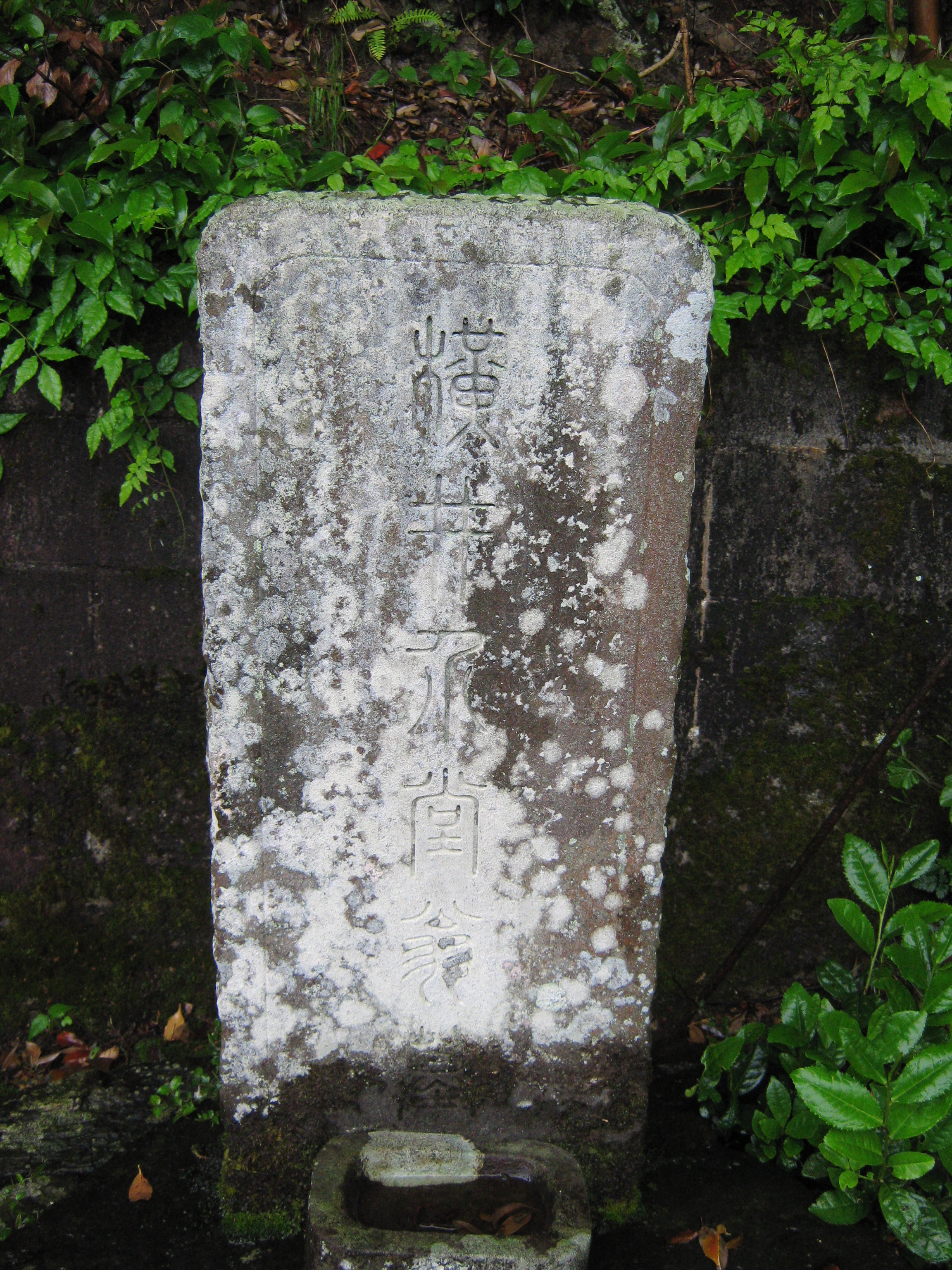
쇼난의 무덤. 교토 南禅寺天授庵

1869년 1월 오후 寺町丸太町에서 토츠카와(十津川)향사 6인의 습격을 받았다. 호위와 쇼난이 맞서 싸웠지만 결국 암살당했다. 61세였다. 목이 절단되어 범인이 들고갔지만 현장에 온 추적자들이 붙잡아 빼앗아왔다.
범인은 살해 이유로 쇼난이 개국을 진행하고 일본을 기독교화하려한다고 들었다. 하지만 쇼난은 기독교가 유입되면 불교와의 대립이 생겨 난리가 나지않을까 우려하고 있었다. 게다가 신정부의 개국정책에 불만을 가진 보수파(탄정대의 코가 쥬로古賀十郎 등)가 쇼난이 썼다고 위조한 천도각명서『天道覚明書』를 제출하고 황실전복 혐의로 고발하는 등 혼란에 빠졌다. 결국 실행범 한명이 부상으로 사망, 한명이 도주했고 나머지 네명은 1870년 10월에 처형되었다. 협력자 세명이 유배, 네명이 징역형을 받았다.

## 인물
쇄국정책과 막번체제를 비판하면서 공공성과 교역 활성화를 기반으로 대안사회를 구상했다. 쇼난은 현실에서 공공성, 공공권을 실현하기 위해 강습토론「講習討論」, 친구강학「朋友講学」이라는 이름으로 신분제를 넘어, 토론에 기반한 정치운영을 중요하게 생각했다.또 교역을 중요하게 생각해 외국과의 통상을 추진했고 산업진흥도 교역으로 보았다. 번간의 자율적 무역으로 경제발전을 달성하자는 방책을 적어 건의했다. 이를 위해 막번체제를 넘는 통일국가가 필요하다고 주장했다.
쇼난의 국가론을 체계적으로 제시한 문서가 1860년의 국시삼론이었다. 이외에 학문과 정치의 관계를 다룬 학교문답서(1852)와 페리, 예프피미 푸탸틴에 대응하기 위한 의견서인 『夷虜応接大意』(1853). 이노우에 코와시와의 대화인 쇼잔대화『沼山対話』(1864), 모토다 나가자네와의 대화인 쇼잔한화『沼山閑話』(1865) 등이 있다.
대통령제로 대표되는 공화제를 요순의 선양에 비교한 것으로 유명하다.
가쓰 가이슈는 처음 만났을때부터 대단히 총명한 사람이라고 마음으로부터 존경했다. 여러 얘기를 나누다가도 항상 오늘은 이렇게 생각하지만 내일은 달라질지도 모른다는 얘기를 하는 겸손함이 있어 인물됨에 감탄했다고 평했다. 또 쇼난이라는 사람은 어떤 곳에서도 복장은 검은 천으로 된 평범한 것을 입었고 인물이 원만하여 쉽게 다투지 않았다. 사쿠마 쇼잔과는 정 반대의 인물이었다고도 했다.
제자 토쿠토미 카즈타카는 그 풍채로 말하자면 키는 조금 작고 얼굴은 약간 길며 눈썹이 선명히 올라갔고 눈빛이 예리했고 총명한 기운이 체구위로 넘치는 느낌이었다고 했다.

## 가계
- 첫 아내는 쿠마모토 번사 小川吉十郎의 딸 히사로 1853년 2월에 결혼해 1856년에 사별했다.
- 두번째 아내는 矢嶋源助의 여동생 津世子로 1856년에 결혼했다.
  - 장남 横井時雄는 同志社 총장과 중의원 의원을 거쳤다.
  - 장녀 미야는 海老名弾正의 부인이 되었다.[1]
- 津世子의 언니는 徳富久子(제자 토쿠토미 카즈타카의 부인)와 竹崎順子, 여동생은 矢嶋楫子가 있었다.
- 토쿠토미 소호는 아버지 토쿠토미 카즈타카의 영향으로 스스로 쇼난의 문하생이라 불렀다.
- 조카인 요코이 타이헤이는 미국에 밀항했지만 병을 얻어 귀국했다. 귀국후 쿠마모토에서 양학교(熊本洋学校)를 만들기 위해 노력했다.
- 조카 요코이 사헤이타의 아내가 여자미술대학을 세운 横井玉子이다.

모리 오가이의 소설 『津下四郎左衛門』은 쇼난의 암살자를 주인공으로 삼은 소설이다. 청공문고